# Battaglia di Loos
La battaglia di Loos fu una delle maggiori offensive britanniche del 1915 sul fronte occidentale della prima guerra mondiale.
L'offensiva costituiva il contributo da parte della British Army alla più vasta avanzata alleata che va sotto il nome di Terza battaglia dell'Artois. In supporto all'attacco francese della Xe armée française contro la 6. Armee tedesca, la First Army britannica, guidata dal generale Douglas Haig, avrebbe attaccato sul lato nord del fronte (che si estendeva fra Arras e La Bassée), avendo come primo obiettivo la città mineraria di Loos-en-Gohelle.
Haig schierò sei divisioni, un notevole spiegamento di forze che valse all'offensiva il nomignolo di "Big Push" ("grande spinta"). In quest'occasione, per la prima volta, le Special Company britanniche fecero uso di gas tossici ed impiegarono su larga scala le unità della cosiddetta "Armata Kitchener".
Tuttavia, a causa di carenze logistiche e del logoramento delle truppe, l'offensiva finì in un fallimento: a fronte di trascurabili guadagni territoriali, i britannici persero 50 000 uomini nel principale teatro delle operazioni (tra Loos e Givenchy) e altri 11 000 in attacchi ausiliari. I morti furono 7 766. Fra le vittime da parte britannica vi furono John Kipling, figlio di Rudyard, Fergus Bowes-Lyon, fratello di Elizabeth (più tardi regina consorte di Giorgio VI), Lord Ninian Edward Crichton-Stuart, parlamentare e comandante del Welch Regiment, e il poeta Charles Sorley.

## Corso della battaglia

### Dai preparativi al 28 settembre
I piani di Haig per la battaglia furono fin dall'inizio limitati dalla carenza di proiettili d'artiglieria: i 250 000 colpi scagliati sulle posizioni tedesche nei quattro giorni precedenti l'offensiva (21–24 settembre) non furono sufficienti per costituire un adeguato bombardamento di preparazione, un elemento essenziale nella guerra di trincea.
I preparativi furono caratterizzati dall'azione, per la terza volta nel corso del conflitto, delle compagnie di scavo dei Royal Engineers, che scavarono gallerie sotterranee, riempiendole di grandi quantità di esplosivi che furono fatti brillare all'inizio dell'attacco, previsto per le 6.30 del 25 settembre. Al contempo, 40 minuti prima dell'attacco, i britannici dispersero 150 tonnellate di gas di cloro da 5500 bombole, per massimizzarne l'effetto psicologico; al rilascio del cloro affiancarono l'utilizzo di fumogeni. L'esito della manovra fu incerto: solo la metà delle bombole fu aperto in tempo, a causa del congelamento delle valvole, ed in alcuni punti il gas ritornò alle trincee britanniche, nelle quali molti soldati avevano tolto le maschere antigas perché non riuscivano a vedere attraverso le lenti appannate, o perché a malapena respiravano. Nel settore a nord, da cui doveva partire l'attacco della 2nd Division, il vento era assente e gli addetti della Special Brigade si rifiutavano di aprire il gas; il comando li obbligò a farlo e la densa nube di gas mise fuori combattimento anche chi utilizzò correttamente la maschera antigas. In totale circa 2 600 soldati britannici furono intossicati, ma solo sette persero la vita a causa del gas.
Inizialmente i britannici del IV Corpo d'armata riuscirono a sfondare le linee tedesche e a impossessarsi della città di Loos e a proseguire in direzione di Lens, forti soprattutto della superiorità numerica. Tuttavia gli inevitabili problemi di rifornimento e comunicazioni, combinati col tardivo giungere delle riserve, imposero di fermare l'avanzata sul far della sera. A nord della strada Hulluch-Vermelles, il I Corpo d'armata fece meno progressi, a causa della minore riuscita dell'attacco con i gas; ciononostante la 7th e la 9th Division riuscirono a istituire un caposaldo alla Ridotta Hohenzollern, un sistema di opere difensive che circondava il complesso minerario chiamato "Fosse 8", presso Auchy-les-Mines.
Un'ulteriore complicazione fu la mancata distruzione di molta parte del reticolato tedesco prima dell'attacco. Avanzando in campo aperto a tiro delle mitragliatrici tedesche, le perdite britanniche furono disastrose anche per la mancanza, nei giorni successivi al primo, dell'azione dell'artiglieria. Quando la battaglia riprese, il giorno seguente, i tedeschi si erano rafforzati e respinsero ogni tentativo di continuare l'avanzata. I combattimenti cessarono il 28 settembre, con i britannici ritirati sulle posizioni di partenza. L'attacco costò oltre 20 000 uomini, compresi tre comandanti di divisione: George Thesiger, Thompson Capper e Frederick Wing.
Il maggior generale Richard Hilton, a quel tempo ufficiale di osservazione avanzato, disse della battaglia:
(Philip Warner, The Battle of Loos)

### Dopo il 29 settembre
Fermato l'assalto britannico, i tedeschi contrattaccarono per riprendere la Ridotta Hohenzollern. Furono proprio i continui scontri per questa fortificazione il motivo per cui la Battaglia di Loos è considerata essersi protratta fino alla metà di ottobre: dopo il 28 settembre, infatti, il resto dell'area su cui si svolse la battaglia non fu più teatro di combattimenti rilevanti. Il 3 ottobre, la Ridotta fu ripresa dai tedeschi, che cinque giorni dopo lanciarono un'offensiva sull'intera linea per ricatturare il terreno perduto, interrompendola al cadere della notte a causa delle perdite. Ciò segnò la fine ufficiale delle ostilità in questo settore per il 1915.

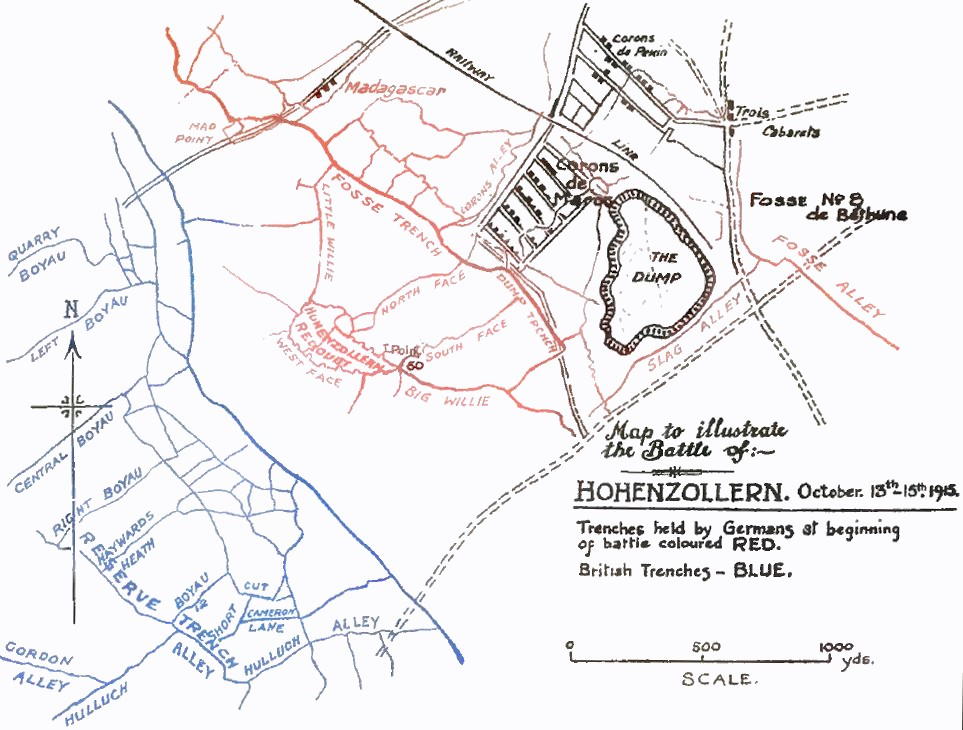
Mappa al 13 ottobre 1915. La Ridotta Hohenzollern è leggermente a sinistra del centro; le trincee britanniche sono indicate in blu, quelle tedesche in rosso

Tuttavia, tentando il colpo prima delle piogge d'autunno, i britannici lanciarono un ultimo attacco il 13 ottobre. L'assalto fu portato dalla 46th Division: l'obiettivo era la cattura del "Dump", un vecchio cumulo di scorie minerarie che aveva un'importanza strategica per le difese della Ridotta Hohenzollern. L'offensiva cominciò con un bombardamento di artiglieria a mezzogiorno del 13 ottobre. Due ore dopo fu diffuso il gas, solo 1217 bombole di cloro su 3170 disponibili a causa del vento non favorevole, che si dimostrarono però inefficaci. A questo punto l'alto comando richiese una pausa prima dell'avanzata delle truppe, il che diede però ai tedeschi il tempo di occupare le posizioni e prepararsi a sostenere l'attacco. Quando la 46th Division si mosse infine verso il suo obiettivo, riuscì dopo intensi combattimenti a guadagnare un po' di terreno, ma consolidare la posizione si rivelò impossibile, anche per la carenza di bombe a mano.
Nonostante il valore dimostrato dalla 46th, alla sua prima azione dopo il suo arrivo sul fronte occidentale, l'azione si risolse quindi in un fallimento, e le perdite subite dalla divisione furono così alte, 3 763 uomini, da cambiarne per sempre la composizione territoriale.
Il generale Haig riteneva di poter attaccare nuovamente il 7 novembre, ma le piogge intense e la precisione del bombardamento tedesco nella seconda metà di ottobre lo dissuasero dal tentativo.
L'utilizzo del gas, che nelle intenzioni del comando britannico doveva garantire il successo dell'attacco in sostituzione della carente artiglieria pesante britannica, fu deludente, pur con limitati successi, poiché troppo soggetto all'incostanza del vento, che ne rendeva impossibile il coordinamento con un attacco di fanteria e per l'inefficacia sul nemico: dove era arrivato a colpire le trincee avversarie era riuscito a costringere i soldati avversari ad uscire dai rifugi esponendoli al fuoco dell'artiglieria, ottenendo solo una breve interruzione nel tiro di sbarramento avversario.

### Il ruolo dell'aviazione
Alla battaglia di Loos presero parte il No. 2 Wing RAF e il No. 3 Wing RAF dei Royal Flying Corps, all'epoca sotto il comando del Brigadier-General Hugh Trenchard. Le Wing erano guidate rispettivamente dai colonnelli John Salmond and Sefton Brancker.
I piloti compirono missioni di ricognizione prima della battaglia, per impedire lo spreco di proiettili di artiglieria, di cui vi era carenza. Durante i primi giorni dell'attacco, "squadrons" incaricati di designare gli obiettivi permisero di aumentare l'efficacia dei tiri dell'artiglieria, grazie anche ai loro nuovi e migliorati sistemi di comunicazione aria-terra. Successivamente, i piloti compirono le prime efficaci operazioni di bombardamento tattico nella storia, sganciando una gran quantità di bombe da 100 libbre su truppe, treni e infrastrutture ferroviarie. Con lo stallo dell'offensiva di terra, i piloti tornarono alla missione iniziale di dirigere il tiro delle artiglierie.

## Onorificenze
I seguenti uomini ricevettero la Victoria Cross:
- Angus Falconer Douglas-Hamilton, ufficiale comandante dei Queen's Own Cameron Highlanders, per aver guidato ciò che rimaneva dei suoi uomini contro un nido di mitragliatrici tedesche, rimanendo ucciso nell'attacco.
- Arthur Frederick Saunders, del Suffolk Regiment, per aver supportato i Cameron Highlanders con le mitragliatrici nonostante le sue ferite.
- George Stanley Peachment, del 2nd Battalion dei King's Royal Rifle Corps, per aver tentato, senza curarsi della propria sicurezza, di soccorrere il comandante della sua compagnia che giaceva ferito allo scoperto. Morì il 25 settembre 1915 presso Hulluch.
- Daniel Laidlaw, suonatore di cornamusa scozzese, come ricompensa per aver incitato la sua unità a caricare.
- Il caporale James Lennox Dawson per aver, il 13 ottobre, fatto rotolare lontano dalla sua trincea tre cilindri da cui stava fuoriuscendo gas, esponendosi al pesante fuoco nemico.
- Il capitano Charles Geoffrey Vickers, ventunenne all'epoca dei fatti, per aver difeso una barriera attraverso una trincea della Ridotta Hohenzollern l 14 ottobre 1915, esponendosi alle granate tedesche. Per garantire la sicurezza della trincea, Vickers ordinò di costruire una seconda barriera alle sue spalle, sacrificando quindi la sua via di fuga. Benché gravemente ferito in seguito a quest'azione, il capitano sopravvisse.[11]

Altre onorificenze:
- Il 1st Battalion London Irish Rifles si distinse caricando attraverso la terra di nessuno per catturare le trincee nemiche. Il sergente Frank Edwards, capitano della squadra di calcio, lanciò un pallone in avanti per invitare le truppe all'avanzata. Questo valse ai Rifles la loro seconda decorazione ("Loos, 1915") e il pallone è tuttora conservato nel Regimental Museum. Ad oggi, la memoria del sergente Edwards è ancora celebrata nella "Domenica di Loos".
- Il "Subedar-Major" Jagindar Singh Saini, un ufficiale Sikh dei Sappers, ricevette l'Indian Order of Merit e l'Ordine dell'India britannica per "conspicuous bravery" ("notevole audacia") e "striking leadership" ("impressionanti abilità di comando").[12]

## Riferimenti alla battaglia

### Nella cultura
- Il poeta Robert Graves sopravvisse alla battaglia e la descrisse nella propria autobiografia[13]
- Il giornalista e politico irlandese Patrick MacGill, che servì come portalettighe e fu ferito a Loos nell'ottobre 1915, descrisse la battaglia nel suo romanzo autobiografico The Great Push.
- James Norman Hall, scrittore statunitense, narrò nel suo primo libro, Kitchener's Mob, le sue esperienze nella British Army.
- La battaglia è citata nel film Oh, che bella guerra! (1969). Durante la canzone iniziale, cantata da un coro di ufficiali, si vede sullo sfondo un tabellone con su scritto "Battle Loos / British Losses 60,000 / Total Allied Losses 250,000/ Ground Gained 0 Yards" ("Battaglia Loos / Perdite inglesi 60 000 / Perdite alleate totali 250 000 / Terreno conquistato 0 iarde").

### Memoriali

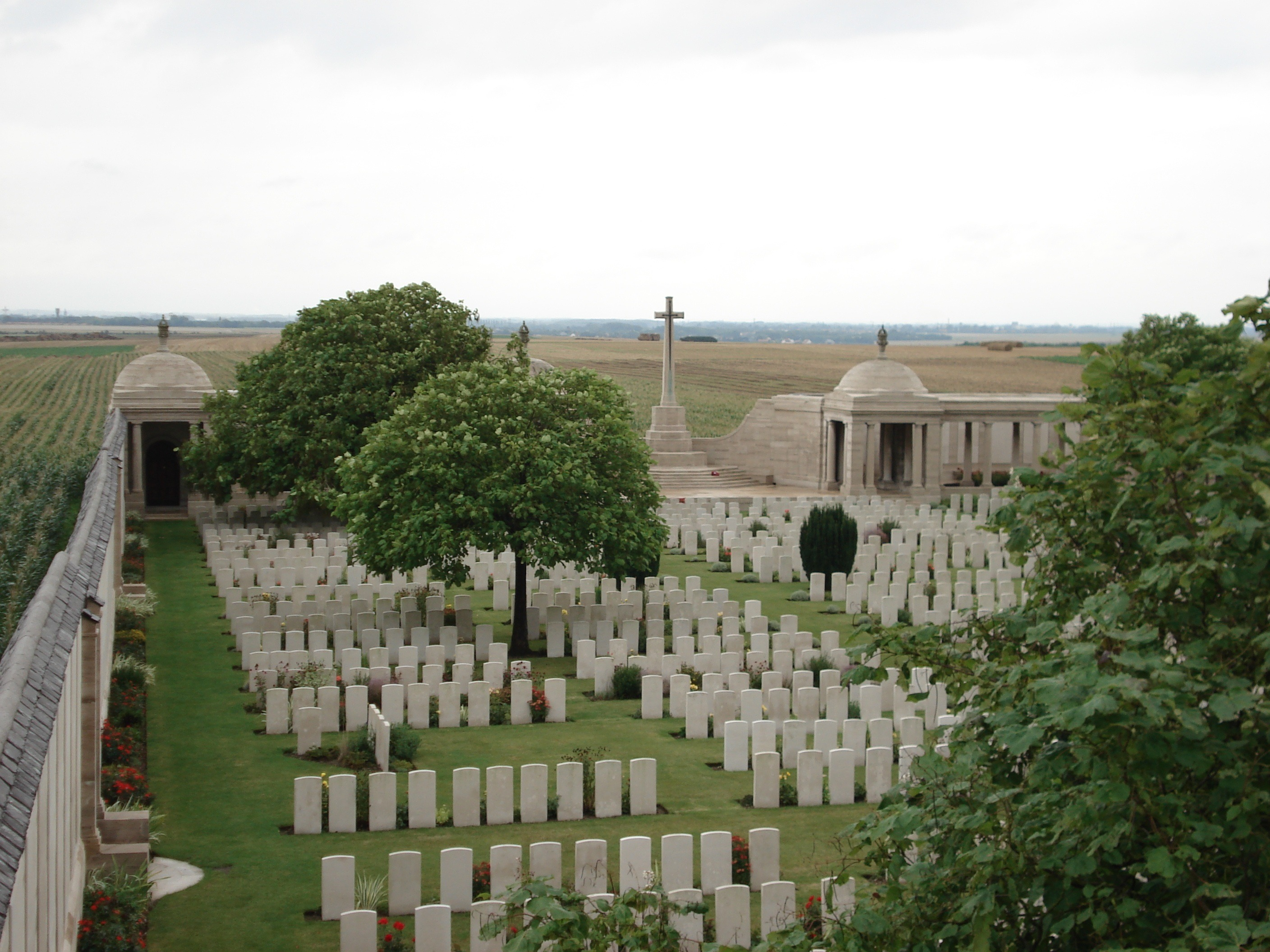
Il memoriale alle vittime di Loos

Alle vittime della battaglia è stato dedicato un memoriale, inaugurato il 4 agosto 1930, che costituisce i lati e il retro del cimitero di Dud Corner, presso Loos. Il memoriale elenca 20 610 nomi di soldati di Gran Bretagna e Commonwealth morti durante la battaglia e rimasti senza tomba. Il memoriale fu progettato dall'architetto Herbert Baker, e abbellito con statue scolpite da Charles Wheeler.

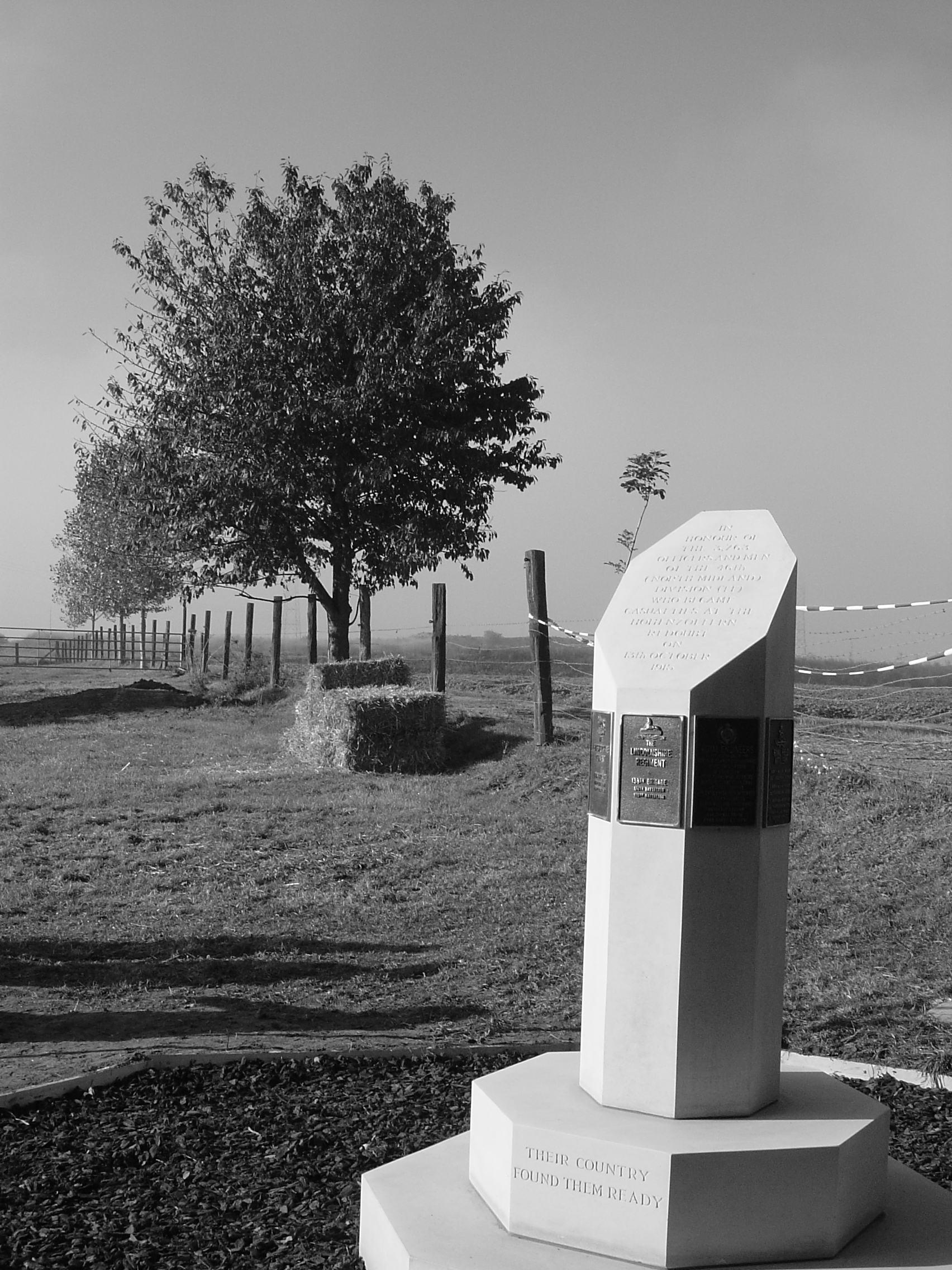
Il memoriale agli uomini della 46th Division caduti il 13 ottobre 1915

Nel 91º anniversario dell'assalto del 13 ottobre 1915, fu inaugurato ad Auchy-Les-Mines un memoriale per commemorare gli uomini della 46th Division che caddero quel giorno. Il memoriale, progettato da Michael Credland, ha la forma di una colonna ottagonale, spezzata per rappresentare la perdita del capofamiglia e la distruzione di un'intera colonna d'armata. La colonna è alta 46 pollici (circa 117 cm),  e l'angolo del taglio alla sua cima è di 46º, come anche l'inclinazione della fila di gradini. Sullo scalino superiore è incisa la scritta "Their Country found them ready" ("Il loro Paese li trovò pronti") tratta da Keep the Home Fires Burning, una popolare canzone di guerra inglese dell'epoca.

### Altro
La località di Loos, British Columbia in Canada fu così chiamata per commemorare la battaglia.